# Airbaltic

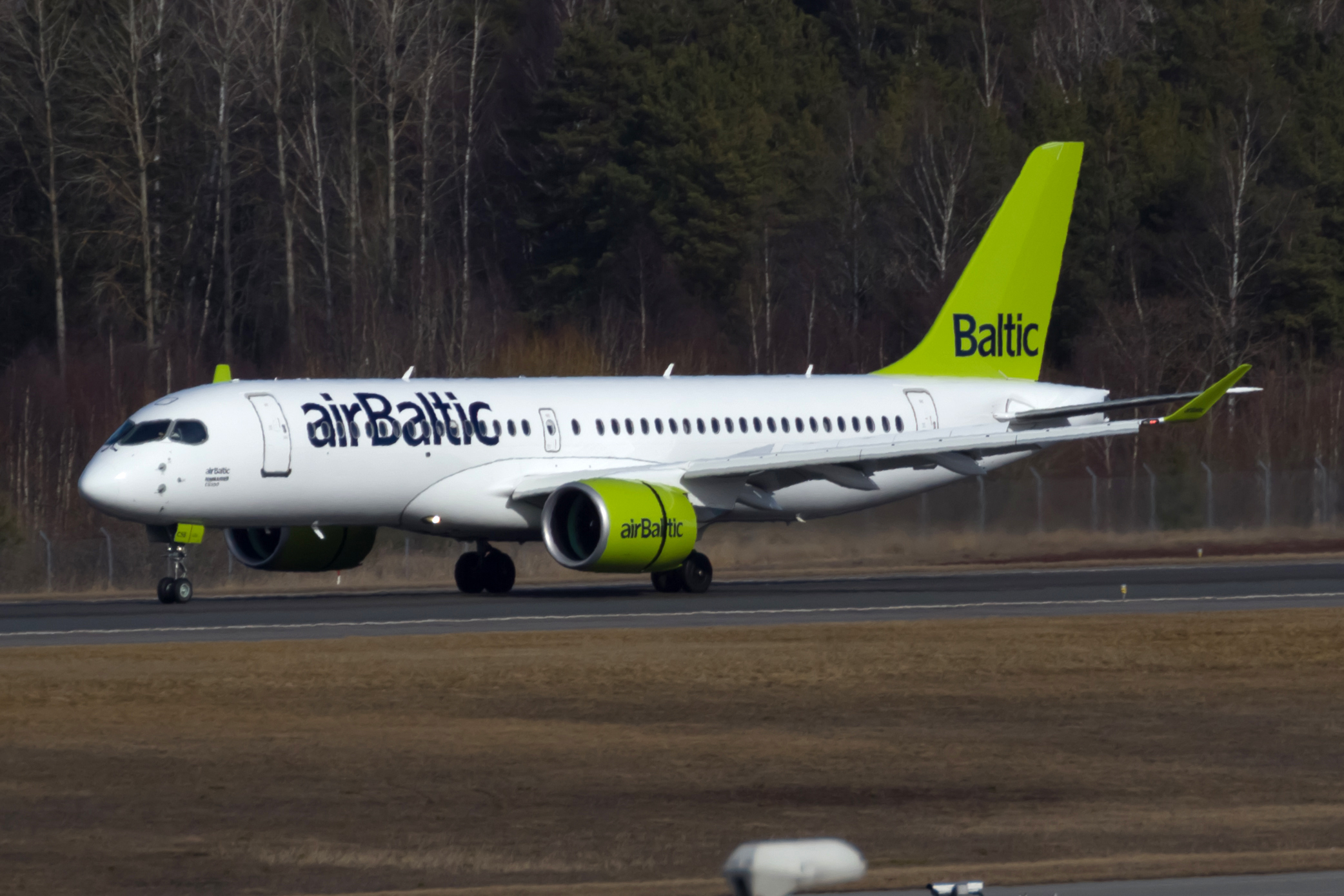
Airbus A220-300 på Stockholm Arlanda flygplats.

Airbaltic, av företaget skrivet airBaltic (IATA BT, ICAO BTI) är Lettlands största flygbolag med operativ bas i huvudstaden Riga. En annan viktig knutpunkt är Vilnius internationella flygplats i Litauen. Airbaltic startades 1995 som ett samägt bolag av SAS och lettiska staten. 31 januari 2009 förvärvades SAS aktier av företagsledningen medan lettiska staten kvarstår med sin ägarandel. 

## Historia
Flygbolaget grundades den 28 augusti 1995 med undertecknandet av ett samriskföretag mellan SAS och den lettiska staten. Verksamheten startade den 1 oktober 1995 med ankomsten av det första flygplanet, en Saab 340, i Riga, och på eftermiddagen, gjorde det planet den första passagerarflygningen för Airbaltic.
År 1996 var året då bolagets första Avro RJ70 levererades. 1997 invigdes en fraktavdelning och under 1998 var bolagets första Fokker 50 plan levererade. Målningen var huvudsakligen vit, med namnet på flygbolaget skrivet i blått på främre delen av kroppen, varvid B-logotypen starkt stiliserade i blått.
År 1999 blev Airbaltic ett aktiebolag, och alla deras Saab 340 ersattes av Fokker 50. Airbaltic välkomnade det nya millenniet genom att införa nya uniformer och öppna ett Cargo Center på Rigas flygplats.
Den första Boeing 737-500 infördes i flottan år 2003, och den 1 juni 2004 lanserade Airbaltic flygningar från Litauens huvudstad Vilnius, inledningsvis till fem destinationer. I oktober 2004 infördes den nuvarande målningen.

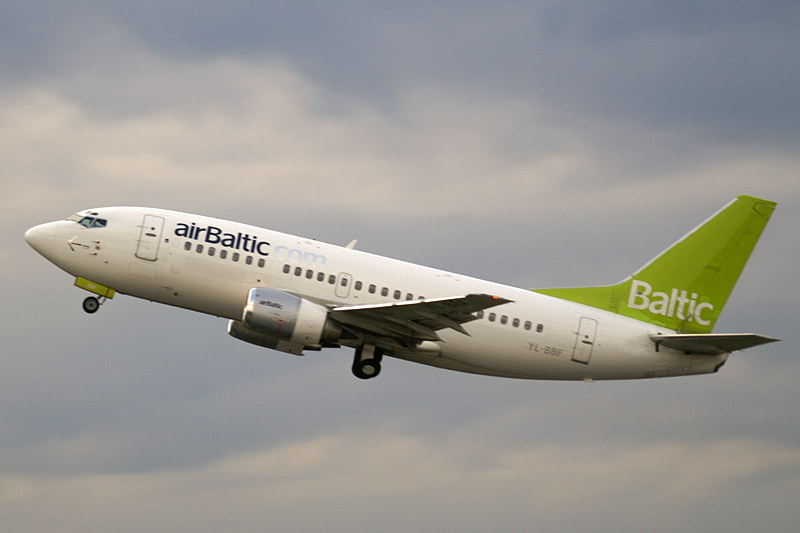
Boeing 737-500

I december 2006 kom den första Boeing 737-300 till flottan och var konfigurerad med winglets. I juli 2007 införde Airbaltic internetincheckning. Under våren 2008 kom bolagets första Boeing 757 och sattes i trafik på långdistansrutter. Den 10 mars 2008 meddelades det att under de kommande tre åren skulle bolaget få nya flygplan, nämligen Bombardier Q400NextGen. Den 28 november 2016 levererades den första Airbus A220-300 (då kallad Bombardier CS300) från tillverkaren till bolaget. 

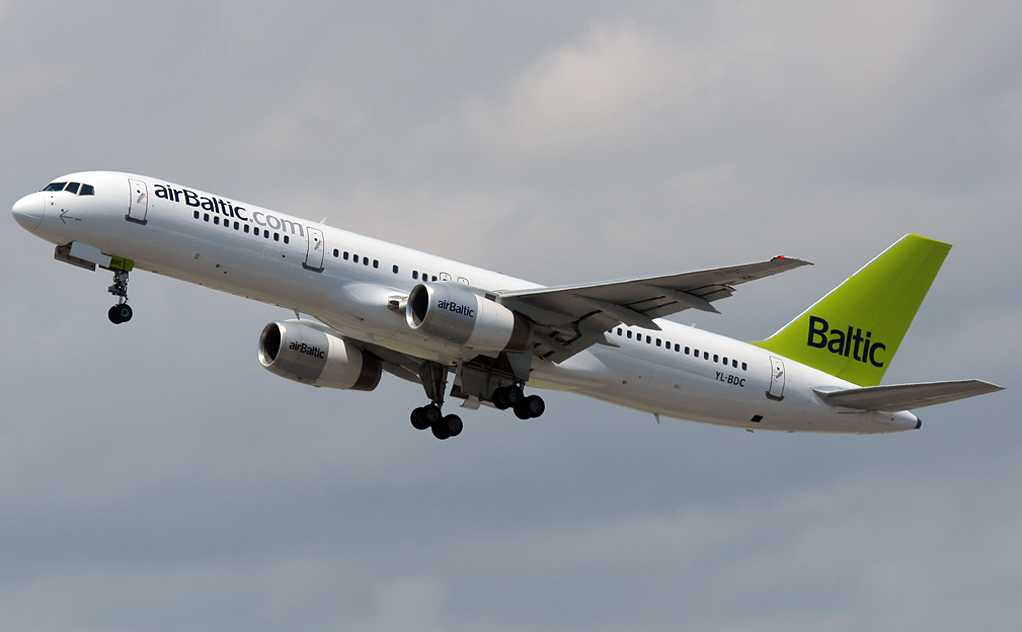
Boeing 757-200

Airbaltic hade tidigare starka band med SAS, som ägde 47,2 procent av flygbolaget (den lettiska staten innehade resten) fram till januari 2009, då de sålde samtliga sina aktier till Airbaltics ledning. Det går ofta flyg till SAS nav i Köpenhamn, Oslo och Stockholm. Flygbolaget används tidigare SAS EuroBonus bonusprogram vilket under en period ersattes av BalticMiles som i sin tur har ersatts av det i dag använda systemet PINS. 
Airbaltic är inte medlem av någon allians. För närvarande är dock code-share avtal är på plats med flera Star Alliance flygbolag och andra.
I april 2019 sysselsätter Airbaltic enligt egen utsago cirka 1500 personer, varav flertalet arbetar i den operativa, flygnära delen av bolaget.
I april 2020 meddelade Air Baltic att bolagets flotta av Boeing 737 and Bombardier Dash 8 Q400 kommer att tas ur tjänst när trafiken återupptas. Företagets ursprungliga plan var att behålla de två flygplanstyperna  t o m  2021. Coronaviruspandemin har påskyndat beslutet.

## Destinationer
Airbaltic erbjuder flygresor till 34 destinationer i Afrika, 293 destinationer i Europa, 21 destinationer i Nordamerika och 11 destinationer i Syd- och CentralAmerika. Många av flygningarna är dock code-share flygningar. I Europa flyger Airbaltic bland annat till Münchens flygplats i Tyskland, London Gatwick i England, Stockholm-Arlanda och Helsingfors-Vanda i Finland.

## Flotta
Airbus A220-300 (fd. Bombardier CS300) har ersatt Boeing 737 (flottan fasades ut för gott hösten 2019) och även Dash 8 Q400.